# Sénchytsi
Sénchytsi (ucraniano: Се́нчиці) es un pueblo de Ucrania perteneciente al municipio rural de Loknytsia, en el raión de Varash de la óblast de Rivne.
En 2001, el pueblo tenía una población de 218 habitantes.
Se ubica unos 8 km al norte de la capital municipal Loknytsia, a orillas del río Prípiat, junto a la carretera P76 que lleva a Pinsk.

## Historia
Antes de su integración en el actual municipio de Loknytsia en 2020, el pueblo era sede de un consejo rural en el raión de Zarichne. El consejo rural incluía como pedanías a Dúbchytsi y Prykládnyky.